# پاول، کورن‌وال
پاول (به انگلیسی: Paul) یک روستا در بریتانیا است که در پنزانس واقع شده‌است. پاول ۲۶۹ نفر جمعیت دارد.